# Neon Lights (chanson)
 (décembre 2013).
Si vous disposez d'ouvrages ou d'articles de référence ou si vous connaissez des sites web de qualité traitant du thème abordé ici, merci de compléter l'article en donnant les références utiles à sa vérifiabilité et en les liant à la section « Notes et références ».
Pour les articles homonymes, voir Neon Lights (homonymie).
Singles de Demi Lovato
Made in the USA
(2013) Really Don't Care
(2014)
Neon Lights est une chanson de l'artiste américaine Demi Lovato, tirée de son quatrième album studio, DEMI et choisi comme troisième single de ce dernier sorti le 19 novembre 2013.

## Composition
La chanson est un mélange de dance-pop et d'electropop. Lovato avait déjà travaillé avec Ryan Tedder et Noel Zancanella sur son précédent album Unbroken. Tedder a déclaré "Je l'ai entendu sur sa demo et le jour suivant, je me suis réveillé et la mélodie était dans ma tête et je ne pouvais pas l'enlever de ma tête pendant deux jours, c'est là que j'ai su." Il a aussi complimenté la puissance de la voix de la chanteuse.

## Critique
La chanson a eu des critiques positives. Alter Presse a donné à la chanson un bilan positif, déclarant qu'elle contient un refrain énorme qui permet à Lovato de pousser sa voix et montrer la puissance de ses cordes vocales.

## Liste des pistes
- Digital download

1. "Neon Lights" – 3:53

- Digital remixes – EP[4]

1. "Neon Lights" (Radio Version) – 3:38
2. "Neon Lights" (Betty Who Remix) – 3:17
3. "Neon Lights" (Cole Plante with Myon & Shane 54 Remix) – 6:04
4. "Neon Lights" (Jump Smokers Remix) – 4:06
5. "Neon Lights" (Belanger Remix) – 5:17
6. "Neon Lights" (Tracy Young Remix) – 7:26

## Classement et certifications

### Classement
| Chart (2013-14)                       | Position |
| ------------------------------------- | -------- |
| Belgique (Ultratip Flanders)          | 11       |
| Belgique (Ultratip Wallonia)          | 15       |
| Brésil (Billboard)                    | 54       |
| Brésil (Hot Pop Songs)                | 20       |
| Canada (Canadian Hot 100)             | 40       |
| République tchèque (Rádio Top 100)    | 46       |
| Finlande (Suomen virallinen lista)    | 62       |
| Irlande (IRMA)                        | 67       |
| Israël (Media Forest)                 | 32       |
| Liban (Lebanese Top 20)               | 32       |
| Luxembourg (Billboard)                | 14       |
| Mexique (Billboard)                   | 29       |
| Nouvelle-Zélande (Recorded Music NZ)  | 12       |
| Philippines (Myx Philippines)         | 5        |
| Écosse (Official Charts Company)      | 9        |
| Royaume-Uni (Official Charts Company) | 15       |
| États-Unis (Billboard Hot 100)        | 36       |
| États-Unis (Adult Top 40)             | 20       |
| États-Unis (Hot Dance Club Songs)     | 1        |
| États-Unis (Mainstream Top 40)        | 7        |
| Venezuela (Record Report)             | 10       |

| Pays             | Certification | Ventes      |
| ---------------- | ------------- | ----------- |
| États-Unis       | Platine       | 1 500 000 + |
| Nouvelle-Zélande | Or            | 7 500 +     |

### Sources
- (en) Cet article est partiellement ou en totalité issu de l’article de Wikipédia en anglais intitulé « Neon Lights (Demi Lovato song) » (voir la liste des auteurs).